# Ananda Kentish Coomaraswamy

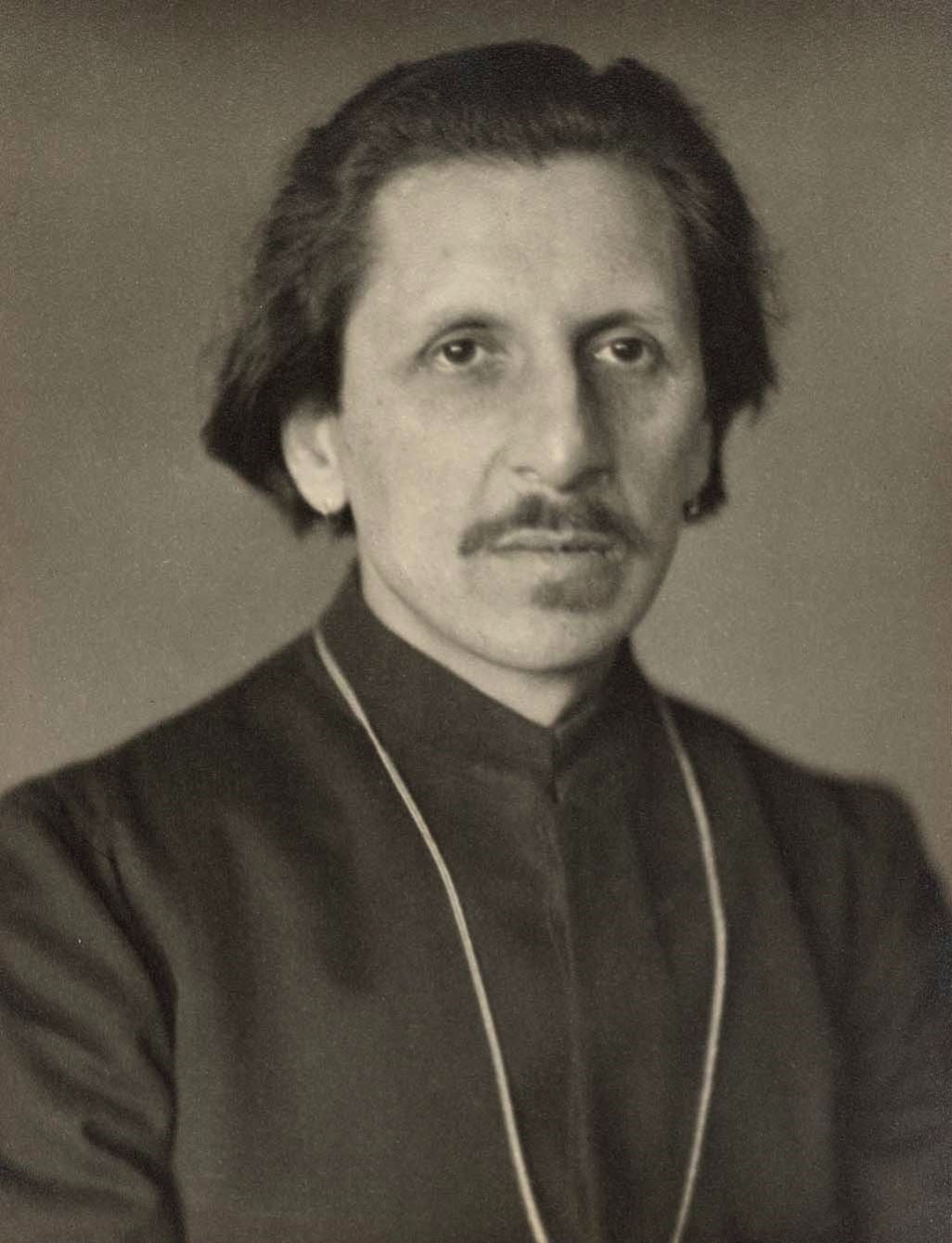
Ananda Kentish Coomaraswamy (1916)

Ananda Kentish Coomaraswamy (Namenskürzel AKC; * 22. August 1877 in Colombo; † 9. September 1947 in Needham, Massachusetts) war ein Historiker und Philosoph der indischen Kunst sowie der Kunstgeschichte und der Symbole in der asiatischen Kultur. Er war einer der frühen Interpreten der indischen Kultur im Westen.

## Leben
AKC war der Sohn des aus Sri Lanka stammenden tamilischen Gelehrten Mutu Coomaraswamy und dessen englischer Ehefrau Elizabeth Beeby. Sein Vater starb zwei Jahre nach seiner Geburt. Im Jahr 1897 zog er nach London; er besuchte das Wycliffe-College in Stonehouse, Gloucestershire. Drei Jahre später graduierte er in Geologie und Botanik am University College, London. Im Jahr 1902 heiratete er Ethel Mairet Partridge, die sich als Weberin der Arts-and-Crafts-Bewegung angeschlossen hatte; beide reisten für einige Jahre nach Ceylon wo AKC als Geologe arbeitete und zahlreiche Fotos von dörflicher Handwerkskunst machte. Im Jahr 1907 kehrten sie nach London zurück; sechs Jahre später ließ sich das Paar scheiden.
Seine zweite Ehefrau war die englische Sängerin Alice Richardson, die unter dem Pseudonym Ratan Devi auftrat. Beide verbrachten mehrere Jahre in Nordindien, wo AKC sich intensiv mit indischer Malerei beschäftigte. Im Jahr 1917 wurde er der erste Kurator für indische und muslimische Kunst am Museum of Fine Arts in Boston. Zusammen mit René Guénon und Frithjof Schuon gilt er als Gründer der Traditionalistischen Schule. Von 1922 bis 1930 war Coomaraswamy in dritter Ehe mit der US-amerikanischen Tänzerin und Zeichnerin Stella Bloch verheiratet. Das Ehepaar bereiste gemeinsam den Fernen Osten. Im Jahr 1933 wurde er vom Museum zum Fellow für indische, persische und islamische Kunst befördert; er verfasste zahlreiche Artikel zur Symbolik der indischen und europäischen Kunst, in denen er das geistige Element in der indischen Kunst betonte. Als Metaphysiker war er ein Vertreter der Philosophia perennis.
Kurz vor seinem Tod im Jahr 1947 plante er noch eine letzte Reise nach Indien, um dort Sannyasin zu werden.

## Veröffentlichungen
- History of Indian and Indonesian Art. 1927
  - dt. Ausgabe: Geschichte der indischen und indonesischen Kunst. K. W. Hiersemann, Leipzig 1927; Hiersemann, Stuttgart 1965.
- The Transformation of Nature in Art, Cambridge (Mass.), Harvard University Press, 1934 (neueste Ausg. New Delhi, 2004)
- Of the one and only transmigrant. In: Journal of the American Oriental Society. Supplement. Nummer 3, April–Juni 1944 (deutsche Übersetzung von Felix M. Bieri: online).

posthum
- Coomaraswamy. 3 Bände. Hrsg. v. Roger Lipsey. Bollingen Foundation Collection. Princeton University Press, Princeton  1977, ISBN 0-691-09931-6.
- The Essential Ananda K. Coomaraswamy. Suhail Academy 2003